# Komadougou Yobé
Le Komadougou Yobé  (en anglais Yobe River) est une rivière tributaire du lac Tchad qui coule au Nigeria et au Niger.

## Géographie
Né au Nigeria septentrional, le Komadougou Yobé suit une direction générale partant du sud-ouest vers le nord-est. Dans son cours inférieur il matérialise la frontière entre le Nigeria et le Niger sur une centaine de kilomètres.

## Affluents
- Le Hadejia est son affluent principal (rive gauche).

## Hydrométrie - Les débits à Bagara Diffa
Le débit de la rivière a été observé pendant 25 ans (1967-1991) à Bagara Diffa, localité de la région de Diffa au Niger située à peu de distance de son débouché dans le lac Tchad.
À Bagara Diffa, le débit annuel moyen ou module observé sur cette période a été de 15 m3/s pour une surface prise en compte de 115 000 km2, soit la presque totalité du bassin versant de la rivière.
La lame d'eau écoulée dans le bassin versant se monte ainsi à 4 millimètres par an, ce qui est extrêmement faible.
Le Komadougou est un cours d'eau très peu abondant et très irrégulier. Il connait de longues périodes d'étiage avec assèchement complet. Le débit moyen mensuel observé en avril-mai (minimum d'étiage) est de 0 m3/s (cours d'eau complètement à sec), tandis que celui du mois d'octobre, principal mois de crue, est de 45,8 m3/s, ce qui témoigne de sa très grande irrégularité saisonnière. Sur la durée d'observation de 25 ans, le débit mensuel minimal a été de 0 m3/s pour les mois allant de novembre à juillet inclus, tandis que le débit mensuel maximal s'élevait à 71 m3/s (en octobre).